# Edward Billings Ham
Edward Billings Ham (* 1902 in Boston; † 1965) war ein US-amerikanischer Romanist und Mediävist.

## Leben und Werk
Ham studierte am Bowdoin College in Brunswick, Maine und an der Harvard University (1922 Master in Mathematik). Von 1923 bis 1927 weilte er am Trinity College (Oxford) und promovierte dort mit der Arbeit The venjance Alixandre of Jehan le Nevelon and his imitators (teilveröffentlicht u. d. T. (Hrsg.) Jehan le Nevelon, La venjance Alixandre, Princeton 1931, 1965).

Ham lehrte an der Princeton University, am Radcliffe College, an der Harvard University, an der Yale University und schließlich von 1941 bis 1963 als Professor für Französisch an der University of Michigan in Ann Arbor.

## Werke
- Five versions of the Venjance Alixandre, Princeton/Paris 1935, New York 1965
- (Hrsg.) Girart de Rossillon. Poème bourguignon du XIVe siècle,  New Haven 1939, New York 1973
- (Hrsg. und Übersetzer)  Michel Levadoux, Eulogy on George Washington, delivered in Ste. Anne’s church, Detroit, February, 1797, Ann Arbor 1944
- Textual criticism and Jehan Le Venelais,  Ann Arbor  1946
- Renart le Bestourné, Ann Arbor 1947
- Rutebeuf and Louis IX,  Chapel Hill 1962